# Angie González
Angie Sabrina González Garcia (* 3. Januar 1981 in La Victoria) ist eine venezolanische Radsportlerin, die auf Bahn und Straße aktiv ist. Sie ist eine der erfolgreichsten und vielseitigsten Radsportlerinnen ihres Landes seit Mitte der 2000er Jahre.

## Sportliche Laufbahn
Angie González begann ihre Radsportlaufbahn zunächst in den Kurzzeitdisziplinen auf der Bahn. Bei den Olympischen Spielen 2008 in Peking startete sie dann im Straßenrennen und belegte Rang 57. Von diesem Zeitpunkt an bestritt sie zunehmend Straßenrennen und Bahnrennen in den Ausdauerdisziplinen, wie Omnium oder Mannschaftsverfolgung.
2016 wurde González für die Teilnahme an den Olympischen Spielen in Rio de Janeiro nominiert; es handelt sich um ihre dritte Teilnahme an Olympischen Spielen. Sie belegte im Omnium Platz 18. Im Jahr darauf errang sie Medaillen bei den Panamerikameisterschaften auf der Bahn und zweimal Gold bei den Juegos Bolivarianos, 2018 Gold bei den Zentralamerika- und Karibikspielen im Omnium. 2019 wurde sie vierfache nationale Meisterin auf der Bahn und gewann die Tour Femenino de Venezuela. 2022 errang sie mit dem venezolanischen Vierer bei den Südamerikaspielen die Silbermedaille in der Mannschaftsverfolgung.

## Erfolge

### Bahn
2005
- Panamerikameisterschaft – Sprint

2006
- Panamerikameisterin – Teamsprint (mit Karelia Machado)
- Panamerikameisterschaft – 500-Meter-Zeitfahren

2011
- Panamerikanische Spiele – Omnium

2012
- Panamerikameisterschaft – Omnium
- Venezolanische Meisterin – Omnium

2013
- Panamerikameisterschaft – Omnium
- Panamerikameisterschaft – Mannschaftsverfolgung (mit Jennifer Mariana Cesar Salazar und Danielys García)

2014
- Zentralamerika- und Karibikspiele – Scratch
- Zentralamerika- und Karibikspiele – Omnium
- Venezolanische Meisterin – Scratch, Teamsprint (mit Daniela Larreal), Mannschaftsverfolgung (mit Keyni Urbina, Wilmarys Moreno und Angie Luna)

2015
- Panamerikameisterschaft – Omnium
- Venezolanische Meisterin – Omnium

2017
- Panamerikameisterschaft – Punktefahren
- Panamerikameisterschaft – Omnium
- Juegos Bolivarianos – Scratch, Omnium

2018
- Zentralamerika- und Karibikspiele – Omnium
- Südamerikaspiele – Zweier-Mannschaftsfahren (mit Danielys García)
- Venezolanische Meisterin – Scratch

2019
- Venezolanische Meisterin – Scratch, Punktefahren, Einerverfolgung, Omnium

2021
- Venezolanische Meisterin – Keirin, Punktefahren, Einerverfolgung, Omnium

2022
- Südamerikaspiele – Mannschaftsverfolgung (mit Wilmarys Del Valle, Veronica Sofia Abreu, Lilibeth Chacón und Jennifer Cesar)

### Straße
2008
- Clasico Corre por la Vida

2010
- Zentralamerika- und Karibikspiele – Straßenrennen

2011
- Venezolanische Meisterin – Straßenrennen
- Copa Federación Venezolana de Ciclismo
- Clasico Corre por la Vida

2012
- Venezolanische Meisterin – Straßenrennen

2013
- Panamerikameisterschaft – Straßenrennen

2014
- Copa Federación Venezolana de Ciclismo

2019
- Gesamtwertung und eine Etappe Tour Femenino de Venezuela